# 長崎市立晴海台小学校
長崎市立晴海台小学校（ながさきしりつ はるみだいしょうがっこう、Nagasaki City Harumidai Elementary School）は、長崎県長崎市晴海台町にある公立小学校。略称は「晴小」（はるしょう）。

## 概要
歴史
三和町立蚊焼小学校の児童数が増加したため、1987年（昭和62年）に新設された。2012年（平成24年）に創立25周年を迎えた。
学校教育目標
「心豊かで 自ら学び たくましく生きる児童の育成」
校章
「小」の文字を図案化したものを背景にして、中央に校名の「晴」の文字を置いている。
校歌
作詞は藤川幸之助、作曲は藤川幸之助と木本照美による。歌詞は3番まであり、各番に校名の「晴海台小学校」が登場する。
校区
蚊焼町（34番地3号から52番地、142番地1号から148番地5号、180番地2号から306番地5号、310番地1号から433番地3号、662番地1号から813番地3号までの区域）、晴海台町
進学先中学校
長崎市立三和中学校

## 沿革
- 1986年（昭和61年）7月15日 - 西彼杵郡三和町晴海台1番地78で晴海台小学校の校舎建設が始まる。
- 1987年（昭和62年）
  - 2月26日 - 校章を制定。
  - 3月27日 - 鉄筋コンクリート造3階建ての校舎、鉄筋鉄骨平屋建ての体育館および運動場が完成。
  - 4月1日 - 「三和町立晴海台小学校」が開校。 初代校長には田中勝が就任。教職員15名。
  - 4月6日 - 開校式および入学式を挙行。三和町立蚊焼小学校より児童が転入。入学生を含めて271名（10学級）。
  - 5月6日 - 校旗を制定。
  - 5月30日 - PTAを結成。
- 1988年（昭和63年）
  - 3月1日 - 鉄筋コンクリート造3階建ての増築校舎が完成。
  - 3月2日 - 校歌を制定。
- 1990年（平成2年）7月17日 - プールが完成。
- 1992年（平成4年）
  - 4月3日 - プレハブ校舎が完成。
  - この年 - 児童数が最大の423名（14学級）を記録する。
- 1996年（平成8年）
  - 2月28日 - 防球ネットが完成。
  - 8月19日 - 低鉄棒を設置。
- 2005年（平成17年）1月4日 - 三和町が長崎市に編入されたことにより、「長崎市立晴海台小学校」（現校名）に改称。
- 2010年（平成22年）
  - 3月17日 - デジタルテレビ6台を設置。
  - 8月31日 - パソコン室のパソコン入れ替え。
- 2011年（平成23年）9月28日 - 給食搬入口工事完了。
- 2015年（平成27年）4月8日 - 特別支援学級設置。
- 2016年（平成28年）9月9日 - 学童クラブ施設工事完了。

## アクセス
最寄りのバス停
- 長崎自動車（長崎バス）「晴海台中央」バス停 - 長崎駅方面から30番「晴海台団地」行きのバスに乗車。

最寄りの道路
- 国道499号
- 長崎県道224号深堀三和線

## 周辺
- 三和幼稚園
- 晴海台団地

## 関連事項
- 長崎県小学校一覧